# Щока
Щока́ (лат. bucca), рідко та лише у множині ли́ця — бічна частина обличчя людини, між оком і вухом, і нижче до підборіддя і кісток нижньої щелепи, зовнішня бокова стінка ротової порожнини. Іннервується щічним нервом. У тварин плями на щоках — важлива ознака приналежності до певного виду.

## Будова

### Анатомія
Щока (лат. bucca) обмежує з боків присінок ротової порожнини. Утворена щічним м’язом та сусідніми м’язами лиця, відповідає щічній ділянці і має такі межі: присередня — носо-губна борозна, верхня — бічна частина підочноямкового краю, що утворений виличною кісткою, бічна — передній край жувального м’яза, нижня — нижній край тіла нижньої щелепи. Ззовні щока вкрита шкірою, яка містить волосся, сальні і потові залози, а зсередини — слизовою оболонкою, вистеленою багатошаровим плоским незроговілим епітелієм з численними слизовими і малими слинними залозами. У власній пластинці слизової оболонки і підслизовій основі щік є багато еластичних волокон. Пучки колагенових і еластичних волокон власної пластинки пронизують підслизову основу і міцно з’єднують слизову оболонку зі сполучнотканинними елементами щічного м’яза.
Між шкірою щоки і щічним м’язом розміщене жирове тіло щоки (лат. corpus adiposum buccae), яке добре розвинене у немовлят і дітей грудного віку. Завдяки цьому стінка щоки потовщена, що полегшує немовляті смоктання молока. У присінку рота на рівні другого верхнього великого кутнього зуба слизова оболонка щоки утворює сосочок привушної протоки (лат. pаpilla ductus parotidea), на вершині якого відкривається вічко вивідної протоки привушної слинної залози.

### Гістологія
Зовнішня поверхня щоки вкрита тонкою шкірою, основу щоки, так само як і губи, складає посмугована мʼязова тканина. На слизовій поверхні щоки розрізняють три зони: максилярну, мандибулярну та проміжну. Остання являє собою ділянку слизової оболонки шириною близько 10 мм, що тягнеться від кута рота до відростків нижньої щелепи.
Будова слизової оболонки максилярної та мандибулярної зон щоки ідентична і нагадує будову слизової частини губи: багатошаровий плоский не-зроговілий епітелій лежить на сполучній тканині власної пластинки, яка безпосередньо переходить у підслизову основу. В останній, а також між пучками посмугованих мʼязів щоки локалізована велика кількість малих слинних залоз із слизово-білковим типом секрету.
У проміжній зоні щоки в ембріональному періоді та ранньому дитячому віці слизова оболонка утворює численні ворсинки — такі ж, як і в перехідній частині губи. У проміжній частині щоки відсутні слинні залози, однак є незначна кількість редукованих сальних залоз. Проміжна зона щоки та перехідна частина губи є ділянкою контакту шкіри і слизової оболонки ротової ямки за-родка, яка виникає в ембріогенезі у результаті зростання ембріональних закладок під час формування ротового отвору. На поверхні слизової оболонки щоки — на рівні других верхніх великих кутніх зубів — відкриваються вивідні протоки привушних слинних залоз.

## Значення
Метафорично щока осмислюється як частина ландшафту (назва гори Щекавиця в Києві, легендою, яку пов'язують з князем Щеком). Удар по щоці (ляпас) — особливий образливий жест, легке торсання по щоці або поцілунок в щоку — дружнє вітання.